# Terray István
Terray István (Losonc, 1847. január 13. – Rimaszombat, 1912. május 7.) régész, történész.

## Életútja

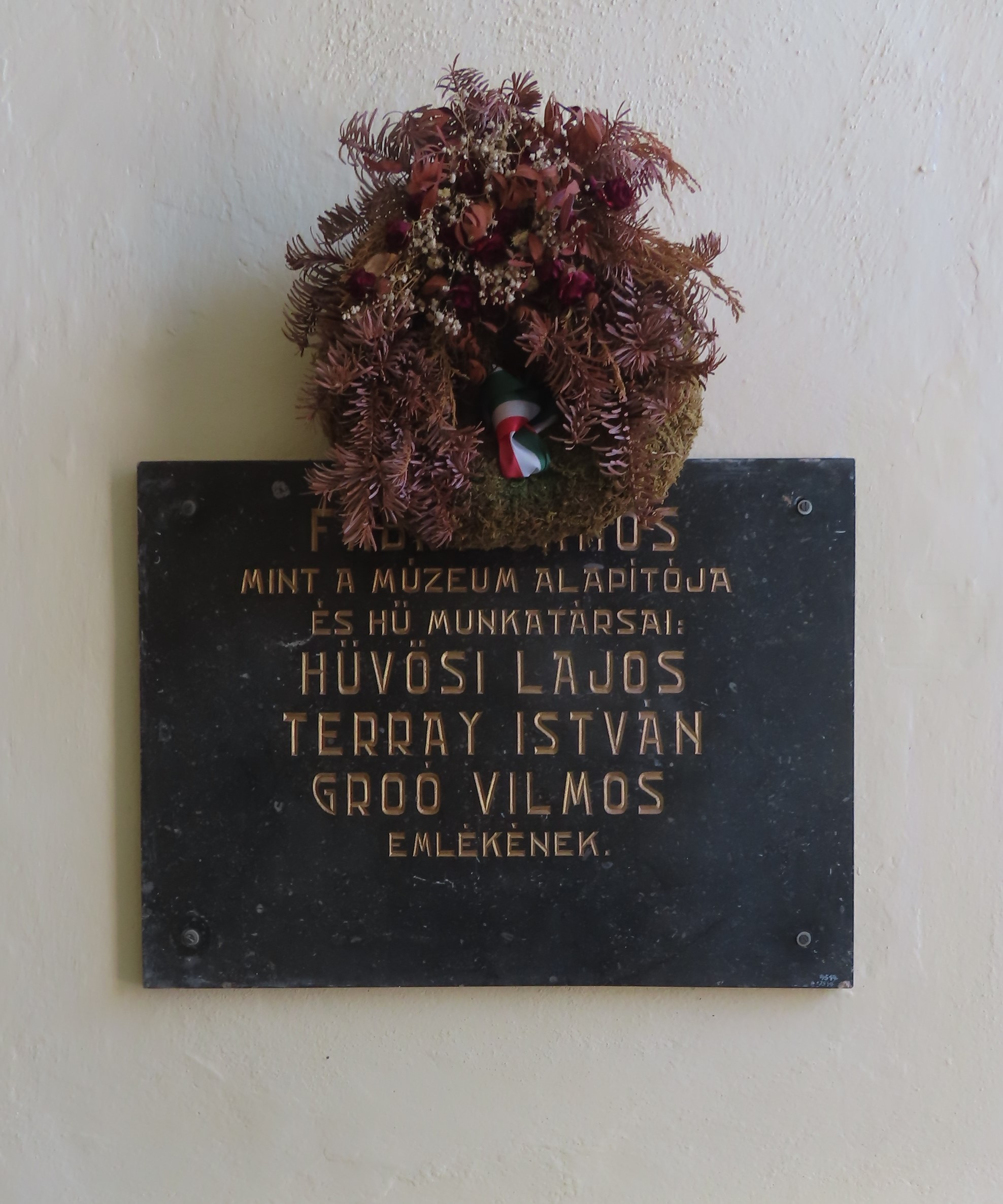
Emléktáblája Rimaszombatban

Nemesi családból származott. Apja Terray Károly, a losonci esperesi tanoda igazgató oktatója, anyja Adriányi Lujza. Régészeti emlékeket gyűjtött, melyeket a rimaszombati megyei múzeumnak adott át. Segítette Forgon Mihály családtörténeti kutatásait. Likéren élt, amikor 1900-ban az Országos Magyar Bányászati és Kohászati Egyesület megalapításakor annak pénztárnoka lett Selmecbányán. A Rimamurányi-salgótarjáni vasúttársaság pénztárnoka volt Nyústyán. Az Magyarországi Kárpát Egyesület központi választmányi tagja, a magyar hegymászás és turizmus úttörője.

## Lásd még
- Forgon Mihály
- Terray István. Magyar Családtörténet-Kutató Egyesület. (MACSE). Ismert személyek anyakönyvi bejegyzései. Projektvezető: Dr. Hatvany Béla Csaba.[6]